# Villaviciosa de Odón
Villaviciosa de Odón est une ville située à l'ouest de Madrid. La ville est limitrophe avec Móstoles, Alcorcón, Boadilla del Monte, et le Nouveau Brunete Séville. La population totale est de plus de 26 000 habitants (2006). C’est une des communes de la communauté de Madrid dont le revenu par habitant est le plus élevé.
Villaviciosa de Odón est connue pour être le lieu où se trouve le campus principal de l’Université européenne de Madrid (Universidad Europea de Madrid) (UEM).

## Histoire
Le premier noyau urbain qui occupait la zone était connue sous le nom de Calatalifa, nom qui dérive de l'arabe قلعة الخليفة Qal`at al-Jalifa : Castillo del Califa, château du calife. La ville est citée pa Ibn Hayyan en 939, bien que sa fondation soit vraisemblablement antérieure.

## Monuments
Le château de Villaviciosa de Odon est situé sur l'avenue de Madrid. Il a été construit au début du XVe siècle par le premier comte de Chinchón. Sur les fondations de cette forteresse, en l'an 1496 le marquis de Moya, Andrés Cabrera et Beatriz Fernandez de Bobadilla, construisirent le nouveau château. Lors d'un soulèvement populaire, une partie du château fut endommagée. En 1583 Don Diego Fernandez de Bobadilla et Cabrera, troisième comte de Chinchón, commanda à Juan de Herrera, architecte du roi, la transformation et l'élévation d'une des tours rondes. Deux siècles plus tard, en 1738, Philippe V d'Espagne acheta le château. Le titre de comte de Chinchón revint quelques années après au frère de Ferdinand VI d'Espagne, qui aimait particulièrement ce château. Le 17 août 1758 il s'y installa jusqu'à sa mort. La célèbre Comtesse de Chinchón, immortalisée par Francisco Goya, est également liée au château pour son mariage avec Odón Manuel Godoy, le favori de Charles IV d'Espagne.
En 1846, est créée l'école spéciale des ingénieurs forestiers. Les militaires s'y installèrent en 1886 lors de l'installation de l'école du Corps des carabinier durant une courte période. Comme les autres châteaux, le château de Villaviciosa de Odon fut utilisé comme une grange et ferme durant de nombreuses années. Au cours de la guerre civile il fut pillé et servit de logement pour les républicains et les troupes nationalistes. Enfin, en 1965, les propriétaires, les comtes de Chinchón entrèrent en négociations avec le gouvernement, qui acquit et restaura le château en 1972. Depuis, il abrite les archives historiques de l'Armée de l'air espagnole.
La fontaine des Trois Caños, construite par Ventura Rodriguez ; la maison natale de Manuel Huerta del Arroyo de Godoy, reconstruite quelques années avant la Guerre Civile et le Palacio de la Candelaria, le palais des ducs de Gandia comptent également parmi les monuments du village.

## Culture
Universidad Europea de Madrid

### Fêtes locales
- 20 janvier : la Saint-Sébastien (saint Sébastien est le saint patron de Villaviciosa de Odón) : célébration de la messe et la procession du saint à travers les rues du village, avec une branche de laurier décorée avec des beignets à l’orange. La tradition est d'offrir à tous les participants un verre de limonade, qui est pris avec des repas ou des collations. Une fois le repas terminé, on fait la fête, la danse de la roue autour de la place, le traditionnel "Rondon", qui dure environ deux ou trois heures.
- Troisième dimanche de septembre : festivités en l’honneur du Saint-Christ et du Miracle de Notre-Dame de la Soledad.
- Troisième dimanche à minuit, la fête commence avec un grand feu, et le dimanche, on célèbre la procession du Saint-Christ. Au cours de la semaine, corridas, taureaux, danse et la fête se termine le dimanche suivant avec le festival en l'honneur de Notre-Dame de La Soledad, la procession et des feux d'artifice à la fin.

## Littérature
Dans Histoire d'un arbre, livre écrit en 1910 par Gonzalo López-Morales et Polin de Castille, deux jeunes gens racontent leur vie à Villaviciosa de Odón, y décrivant la richesse du patrimoine naturel et culturel.

## Transports
- 9 lignes de bus vers Madrid et les communes environnantes.

## Personnalités liées à la ville
- Tony Leblanc, acteur et humoriste, qui a reçu un hommage pour sa carrière le 10 mai 2008.
- Chema Martinez, une athlète.
- Paz Padilla, illustre actrice.
- Dani Martinez, journaliste.
- Manuel Gutiérrez Mellado, général, ministre de la défense, vice-président du conseil au moment du coup d'état du 23 février 1981.